# Rickard Sundström
Rickard Sundström, född 1976, är en svensk predikant, författare, kompositör och lovsångsledare.  
Bor i Aneby med sin fru och två barn. Rickard leder lovsång och predikar regelbundet i Korskyrkan, Aneby, men anlitas även som lovsångsledare eller förkunnare till andra församlingar och kristna konferenser. Rickard arbetade mellan 2003 och 2014 för den kristna ungdomsorganisationen Team Med Uppdrag. Dels som huvudledare för organisationen och som lärare på Bibelskola Livskraft. Han var kursföreståndare för Bibelskola Livskrafts lovsångslinje. Rickard medverkar återkommande i påskkonferens Tre Dagar eller konferensen Lovsång.
2006 släpptes Rickards Debut-CD "Helighet och en Öppen Famn" som är en livekonsert inspelad på ungdomskonferensen "Tre Dagar" i Kungsportskyrkan. Skivan är släppt av David Media. En rad av Rickards sånger återfinns på produktioner som David Media gett ut. 
2007 gav Rickard ut en bok; "Att leda lovsång" som är tänkt att vara en undervisande och praktisk bok för de som vill leda lovsång i församling.
2012 släppte Rickard en samlings-CD med anledning av Team Med Uppdrags 30-årsjubileum "Vi lyfter Ditt namn", även denna via David Media. 
2015 startade Rickard Leoförlaget, som ger ut kapitelbarnböcker för 6-9-åringar med fokus på musik och goda värderingar. 